# Universitat estatal pedagògica del Bohdan Khmelnitski de Melitòpol

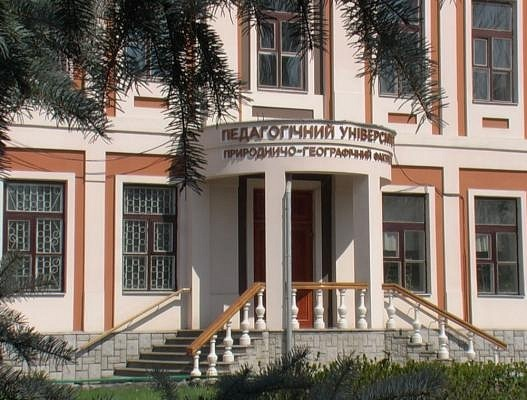
Facultat de les ciències de la naturalesa i de la geografia

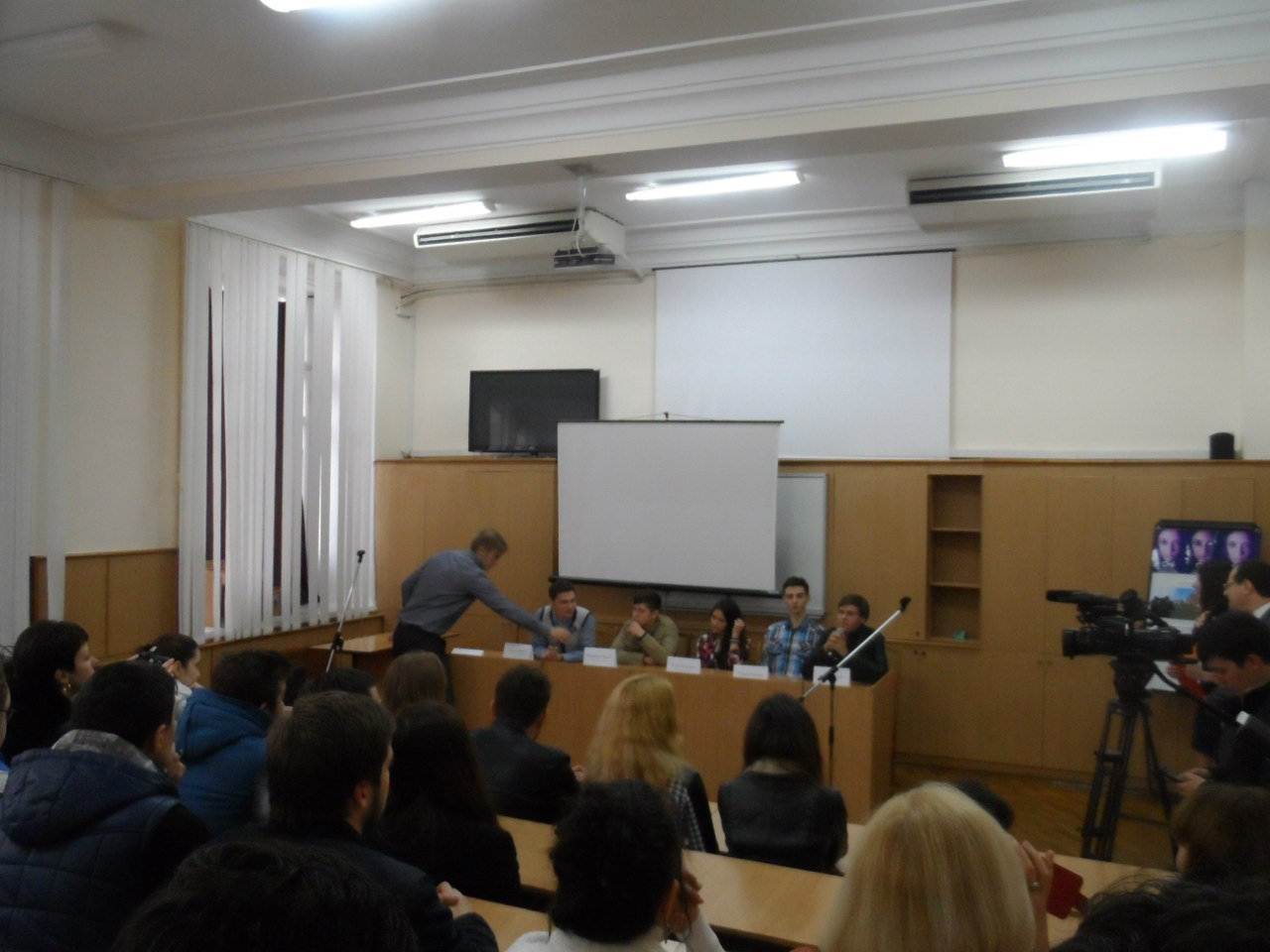
Estrena de la pel·lícula "Otxі" (Ulls)

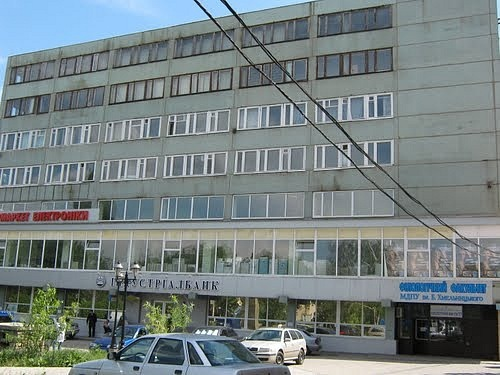
Facultat filològica

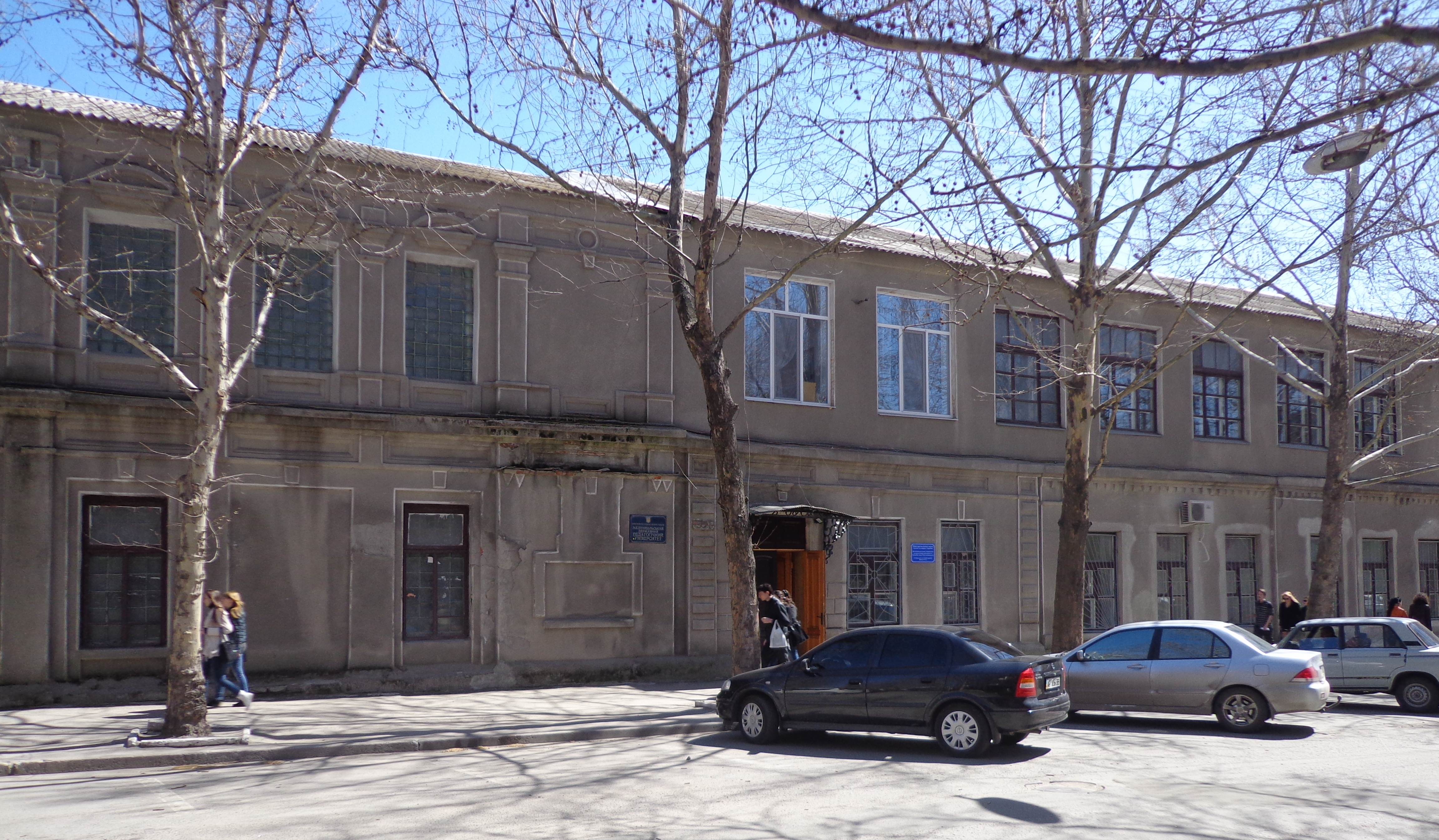
Nau al carrer del Karl Marx

La Universitat estatal pedagògica del Bohdan Khmelnitski de Melitòpol (en ucraïnès: Мелітопольський державний педагогічний університет імені Богдана Хмельницького) és l'edifici més gran d'ensenyament de Melitòpol.